# Pluckley
Pluckley es una parroquia civil y un pueblo del distrito de Ashford, en el condado de Kent (Inglaterra).

## Geografía
Según la Oficina Nacional de Estadística británica, Pluckley tiene una superficie de 12,62 km².

## Demografía
Según el censo de 2001, Pluckley tenía 1050 habitantes (48,76% varones, 51,24% mujeres) y una densidad de población de 83,2 hab/km². El 18,86% eran menores de 16 años, el 73,33% tenían entre 16 y 74 y el 7,81% eran mayores de 74. La media de edad era de 41,15 años. Del total de habitantes con 16 o más años, el 21,13% estaban solteros, el 64,55% casados y el 14,32% divorciados o viudos.
El 94,38% de los habitantes eran originarios del Reino Unido. El resto de países europeos englobaban al 2,48% de la población, mientras que el 3,14% había nacido en cualquier otro lugar. Según su grupo étnico, el 98,95% eran blancos, el 0,76% mestizos y el 0,29% negros. El cristianismo era profesado por el 75,19% y cualquier otra religión, salvo el budismo, el hinduismo, el judaísmo, el islam y el sijismo, por el 0,38%. El 16,79% no eran religiosos y el 7,63% no marcaron ninguna opción en el censo.
511 habitantes eran económicamente activos, 499 de ellos (97,65%) empleados y 12 (2,35%) desempleados. Había 431 hogares con residentes, 8 vacíos y 3 eran alojamientos vacacionales o segundas residencias.

## Historia
Referencias de Pluckley pueden encontrarse en el Domesday Book, en donde se lo consideraba un establecimiento apartado de la más grande ciudad de Ashford.

## Sitios de interés

### Surrenden Manor
Surrenden Manor era la antigua residencia de Sir Edward Dering, 1st Baronet (1598–1644), que está enterrado en la localidad. Aquí se encuentra el Manuscrito Dering, primer manuscrito existente descubierto escrito por Shakespeare. El manuscrito reproduce una versión simple de la primera y segunda parte de la obra Enrique IV.
Los estudiosos de Shakespeare creen que representa una redacción elaborado hacia 1613, tal vez para la familia o aficionados al teatro.

### Elvey Farm
La granja Elvey data de 1496 e incluye un grupo de caballerizas y dependencias de los siglos XVI al XVIII.

## Folklore local y Leyendas
Pluckley entró en 1989 al Libro Guinness por ser "el pueblo más embrujado de Gran Bretaña", con 12 diferentes fantasmas reportados.
- El bandolero del siglo XVIII, Robert Du Bois, que según la leyenda local fue atravesado por una espada mientras se escondía en un árbol hueco en Fright (anteriormente Frith) Corner (esquina del susto), en Screaming Wood (Bosque del Griterío), Pinnock, cada noche aparecía su fantasma.
- La Gitana del puente de Pinnock, que según la leyenda local se prendió fuego. Se la ve envuelta en un chal harapiento fumando su pipa y bebiendo ginebra.
- El granjero Edward Brett se pegó un tiro en la sien en el siglo XVIII, en Elvey Farm. Sus últimas palabras fueron "Lo haré", y este murmullo se oye desde entonces alrededor de la granja.
- El Molinero, quien de acuerdo a la leyenda local su negra silueta recorre las ruinas de un viejo molino cerrado en 1930 y destruido por el fuego en 1939.
- La "Dama de Rojo", quien de acuerdo a la leyenda local fue miembro de la familia Dering, es vista en el cementerio de la Iglesia de San Nicolás.
- La "Dama Blanca", otra miembro de la familia Dering, quien de acuerdo a la leyenda local fue enterrada en una cripta dentro de 7 ataúdes y un sarcófago de madera de roble, también es vista en la Iglesia de San Nicolás.
- La "Dama de Rose Court, quien de acuerdo a la leyenda local se había suicidado bebiendo un jugo de frutos silvestres venenosos por un desengaño de amor.
- El "Hombre de los Alaridos", quien de acuerdo a la leyenda local murió cuando un muro de arcilla se le cayó encima en la fábrica de ladrillos, aún se escuchan los mismos gritos del obrero cuando murió.
- El "maestro", que fue hallado colgado por sus propios alumnos en la carretera Dicky Buss's Lane, fue visto balanceándose en la brisa en el mismo sitio.
- Un coronel que se ahorcó en Park Wood, fue visto merodeando los alrededores.
- Un fantasma de un cochero y sus caballos, el cual fue oído en el camino a Maltman´s Hill, conduciendo su carruaje.
- Un poltergeist en la posada Black Horse Inn.